# Vega, Texas
Vega är administrativ huvudort i Oldham County i Texas. Huvudorten flyttades 1915 till Vega från Tascosa. Enligt 2010 års folkräkning hade Vega 884 invånare.